# هاسه‌گاوا ستان

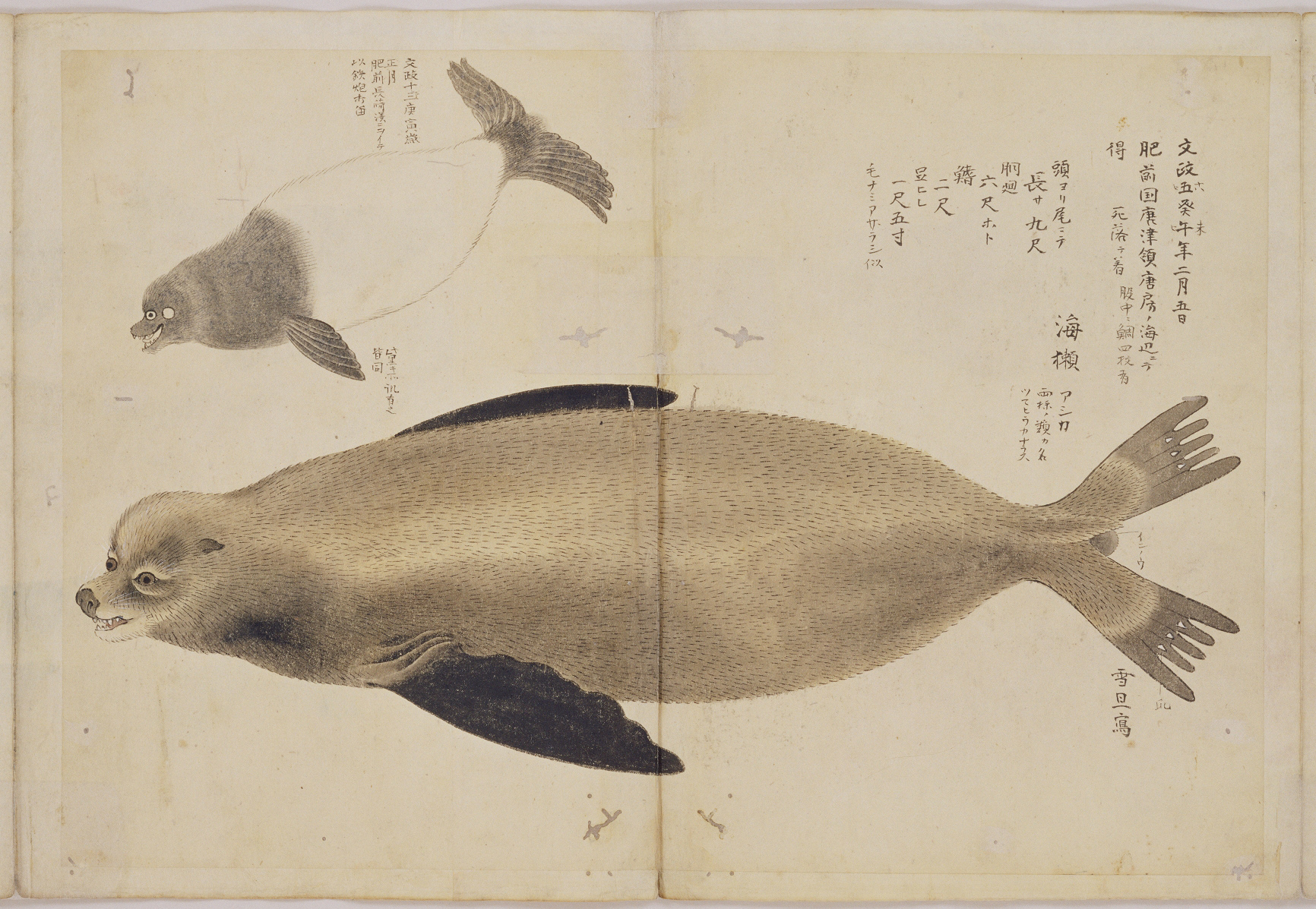
یک اثر از هاسه‌گاوا ستان

هاسه‌گاوا ستان (به ژاپنی: 長谷川雪旦 Hasegawa Settan) ۱ ژانویهٔ ۱۷۷۸ – ۱ ژانویهٔ ۱۸۴۳) نقاش اهل ژاپن بود.